# Canal 13 (chilensk TV-kanal)
Canal 13 är den näst äldsta TV-kanalen i Chile, och började sändas den 21 augusti 1959. Här sänds bland annat barnprogram, nyheterna och sportevenemang av olika slag.